# THINKフィットネス
株式会社THINKフィットネス（スィンクフィットネス、THINK FITNESS Corporation.）は、東京都江東区に本社を置き、日本におけるゴールドジムの運営や、フィットネス用品の販売、栄養補助食品の販売などを手掛けている企業。

## 概要
日本におけるゴールドジムの運営やフランチャイザーの他にも、フィットネス用品の販売、栄養補助食品の販売、女性向けフィットネスクラブである「Meiiow Fiow」の運営などを手掛けている。子会社に「アイアンマン」「ボクシング・ビート」の発行を手掛けている株式会社フィットネススポーツなどを持つ他、社会人野球のクラブチームである「THINKフィットネス・GOLD'S GYMベースボールクラブ」を持つ。
1986年3月に東京都江東区にフィットネスクラブ「Happy」を開設し、バーベルなどの輸入販売を開始したのがのが始まり。同年5月に有限会社スィンクとして法人へ改組。
1995年4月にアメリカのGOLD'S GYM FRANCHISING（GGF）社と日本におけるゴールドジムのフランチャイズ契約を締結。同年7月に日本第1号店である「ゴールドジム イースト東京」がオープンした。「ゴールドジム イースト東京」には本社総務機能も同居している。GGF社との契約は、1998年2月にマスターフランチャイズ契約（日本国内におけるフランチャイズ展開も含む）に切り替えられている。
2021年3月1日付で、株式会社ジョイフル本田の子会社である株式会社ジョイフルアスレティッククラブの株式67%を取得し、ジョイフルアスレティッククラブを子会社化したと同時に、ジョイフルアスレティッククラブの商号を株式会社MTJフィットネスへ変更した。THINKフィットネスはMTJフィットネスを子会社化することにより、ゴールドジムの運営の他にも、地場資本のフィットネスクラブの運営にも乗り出す。

## 事業所
- 本社 - 東京都江東区南砂3丁目3番6号（ゴールドジム イースト東京と同居）
- ゴールドジム事業部 - 東京都江東区東陽2丁目2番20号（ゴールドジム 東陽町スーパーセンターと同居）

## 沿革
- 1986年
  - 3月 - 手塚栄司が個人でフィットネスクラブ「Happy」を東京都江東区に開業。
  - 5月1日 - 有限会社スィンクとして法人へ改組。
- 1995年
  - 2月 - アメリカのGOLD'S GYM FRANCHISING（GGF）社とフランチャイズ契約を締結。
  - 7月 - ゴールドジムの日本第1号店である「ゴールドジム イースト東京」が開業。
  - 11月 - 株式会社へ改組し、商号を株式会社スィンクへ変更。
- 1997年9月 - ゴールドジムグッズの販売を開始。
- 1998年
  - 2月 - アメリカのGGF社とマスターフランチャイズ契約（日本国内におけるフランチャイズ展開も含む）を締結。
  - 12月 - 自社開発のサプリメントの販売を開始。
- 2006年11月 - 商号を株式会社THINKフィットネスへ変更。
- 2021年3月1日 - 株式会社ジョイフル本田から株式会社ジョイフルアスレティッククラブの株式67%を取得し、ジョイフルアスレティッククラブを子会社化。同時にジョイフルアスレティッククラブの商号を株式会社MTJフィットネスへ変更。

## 手掛けている事業

### フィットネスクラブ事業
- ゴールドジム
- Mellow Flow
- SHAPE GYM

### サプリメント事業
- BEST NUTRITION LAB

### フィットネス用品販売事業
- フィットネスショップ
- リサイフィット